# Micromerys raveni
Micromerys raveni är en spindelart som beskrevs av Huber 200. Micromerys raveni ingår i släktet Micromerys och familjen dallerspindlar. Inga underarter finns listade i Catalogue of Life.